# Ali Kazanci
Ali Kazanci (* 1976) ist ein deutscher Politiker (SPD) und seit 2025 Mitglied der Hamburgischen Bürgerschaft.

## Leben
Kazanci wurde 1976 geboren. Er absolvierte sein Abitur am Lessing-Gymnasium und studierte im Anschluss an der Universität Hamburg Sozialökonomie. Er schloss das Studium als Diplom-Sozialökonom ab. Seither ist er als Geschäftsführer der Dieelb Dienstleistungen Elbinsel GmbH tätig.
Kazanci engagiert sich seit 2007 in der SPD und war von 2019 bis 2024 Mitglied in der Bezirksversammlung Hamburg-Mitte. Seit 2023 ist er Vorsitzender des SPD-Ortsverbandes Wilhelmsburg-West.
Bei der Bürgerschaftswahl 2025 zog Kazanci über den Listenplatz 43 der Landesliste in die Hamburgische Bürgerschaft ein. Seit seinem Einzug in die Hamburgische Bürgerschaft ist er Mitglied im Ausschuss für Soziales und Integration, im Eingabenausschuss sowie im Innenausschuss und Schulausschuss.
Kazanci ist verheiratet und Vater dreier Kinder.